# Next Level (песня Aespa)
«Next Level» (с англ. — «Следующий Уровень») — третий цифровой сингл южнокорейской гёрл-группы Aespa, выпущенный 17 мая 2021 года на лейблах SM Entertainment и Dreamus.Композиция, написанная Ю Ён Чжином, Адамом Макиннисом, Марио Маркетти и Софи Кертис, описывается как данс-поп и хип-хоп песня с приподнятым джазовым бриджем. Песня является продолжением истории группы с их дебютного сингла «Black Mamba», рассказывающей об их путешествии в вымышленную вселенную Кванья в поисках вышеупомянутого «зла».
После своего выхода сингл получил положительные отзывы критиков за его хип-хоп продюсирование и выступление участниц. Песня является первым хитом группы, попавшим в пятерку лучших в их родной стране, их вторым релизом в пятерке лучших в чарте мировых цифровых песен Billboard и их вторым релизом в Billboard Global 200, что сделало группу третьей южнокорейской женской группой, которая более одного раза появлялась в мировом чарте. В конечном итоге к концу 2021 и 2022 годов песня получила несколько наград,
в частности, как «Лучшая песня K-Pop», так и «Песня Года» на 19-й премии Korean Music Awards, что сделало aespa первой женской группой SM, которая выиграла более одного раза в рамках премии, и второй женской группой в истории премии, выигравшей последнюю категорию, после победы женской группы из того же лейбла Girls' Generation в 2010 году.

## Предпосылки и релиз
4 мая 2021 года южнокорейское новостное издание Ilgan Sports сообщило, что Aespa находится на завершающей стадии подготовки к своему долгожданному возвращению. Впоследствии сообщение было подтверждено SM Entertainment, добавив, что другие подробности возвращения будут раскрыты позже. 5 мая группа опубликовала загадочный тизер к синглу в социальных сетях и подтвердила дату возвращения 17 мая. С 7 по 10 мая были выпущены тизер-фото для каждой участницы группы . Песня была выпущена 17 мая.

## Композиция
Сингл был написан Ю Ён Чжином, Адамом Макиннисом, Марио Маркетти и Софи Кертис. Основатель и продюсер SM Entertainment Ли Су Ман помог Aespa придать песне «особый колорит». Песня является ремейком одноимённой песни A$ton Wyld, которая вошла в саундтрек к фильму Форсаж: Хоббс и Шоу. В интервью ReacttotheK Адам Макиннис рассказал, что SM связались с ним по поводу возможного ремейка песни. Он заявил, что большинство изменений, внесенных в неё, сделаны SM, и компания будет присылать ему только разные версии песни.
В музыкальном плане «Next Level» — это танцевальная и хип-хоп песня с «заводным» рэпом и «энергичным» басовым риффом, демонстрирующая «мощные голоса и разнообразие» Aespa. Йом Дон Ге из IZM отметил «оригинальное хип-хоп звучание» песни. Мариэль Абанес из NME описала её как «яростную танцевальную поп-песню в футуристическом мире». Дивьянша Донгре из Rolling Stone India назвала песню «энергичным гимном EDM», отметив при этом «изменение композиции и аранжировки, чтобы соответствовать уникальному стилю группы». Более того, Донгре признал «переключение ритма в середине трека с композицией, вдохновленной оптимистичным джазом». Карина упомянула, что это «заводная и энергичная песня с динамичной музыкальной аранжировкой», отметив при этом, что они попытались придать синглу больше силы с помощью своих голосов. Сингл написан в тональности си минор с темпом 109 ударов в минуту. Текст песни подробно описывает путешествие группы в вымышленную вселенную Кванья в поисках злого существа по имени Чёрная Мамба. Группа сообщила, что песня является продолжением «Black Mamba» (2020), во время которого связь с их аватарами была прервана.

## Коммерческий успех
«Next Level» дебютировал на девятой строчке в южнокорейском цифровом чарте Gaon, что сделало его первым синглом Aespa, попавшим в десятку лучших в чарте. Затем песня поднялась на второе место на пятой неделе своего релиза, таким образом, группа впервые попала в топ-два и достигла самого высокого пика на сегодняшний день. Песня также дебютировала и достигла седьмого места в чарте скачиваний. Так же дебютировал под номером 12, а позже стал их первой записью, возглавившей стриминговый чарт. Кроме того, он дебютировал под номером 47. Сингл вошел в Billboard K-Pop 100 под номером 33. На следующей неделе он достиг пятого места и достиг пика на третьем месте. В Японии сингл дебютировал под номером 77 в чарте Billboard Japan Hot 100, а также дебютировал под номером 65 в чарте скачиваний. В Сингапуре сингл дебютировал на 25-й строчке стримингового чарта, позже достигнув пика на двадцать третьей строчке. Он также дебютировал на 12-м месте в региональном чарте и достиг пика на шестой строчке.
В Соединенных Штатах песня достигла третьего места в чарте мировых цифровых песен и продаж Billboard. Сингл дебютировал на 97-м месте в чарте Billboard Global 200 поднявшись на 86 строчек по сравнению с их дебютной песней «Black Mamba» и сделав Aespa третьей южнокорейской женской группой, достигшей чарта более одного раза после Blackpink и Itzy. На следующей неделе песня достигла 65-го места. Песня также дебютировала под номером 54 в Billboard Global, кроме США, и на следующей неделе достигла 34-го места.

## Музыкальный клип

### Фон

Сцена в музыкальном клипе, где Aespa стоят в футуристическом VFX с красочной компьютерной графикой

15 мая 2021 года на официальном канале SM Town был загружен 28-секундный видео-тизер «Next Level», а официальное видео было выпущено два дня спустя. Видеоклип был выпущен на официальном канале SM Entertainment на YouTube 17 мая, чтобы совпасть с цифровым выпуском песни. Сопровождающий клип на трек был снят режиссёром Paranoid Paradigm. Aespa рассказали, что основатель SM Entertainment Ли Су Ман участвовал в съёмках видео с их выступлением, используя хореографию, композицию, сценические движения, операторскую работу, наряды и жесты.

## Продвижение
20 мая 2021 года Aespa начали свой первый этап выступления с «Next Level» на официальном канале группы на YouTube. Для выступления была заказана хореография Киля Тутина, Джоджо Гомеса, Розалин, Ли Ба Ды, Чон Е Чжина, Редлика и Риана. 21 мая группа выпустила видео с подтверждением хореографии песни, в котором Ли Су Ман лично подтвердил хореографию движения и движения камеры в визуальном образе. Впоследствии группа выложила свои вторые и третьи выступления на своем официальном канале 25 и 27 мая. 20 июня группа выпустила фирменную версию танцевальной практики для песни. В ознаменование запуска новой игры Kakao Games в жанре Королевская битва, Eternal Return, 22 июля компания выпустила специальное праздничное видео с исполнением песни. В нём также была сцена со знакомством с мировоззрением и атмосферой игры, причем песня считалась оригинальным саундтреком к игре.
28 мая 2021 года Aespa выступили на музыкальном шоу Music Bank. В рамках продвижения сингла, также была исполнена вживую во время их продвижения на Inkigayo, M Countdown и Show! Music Core. 25 июня группа появилась на специальном выпуске Music Bank: First Half Special, где они исполнили сингл. Группа исполнила песню на 27-м концерте Dream, состоявшемся 26 июня на Стадионе Кубка Мира в Сангам-Доне, Сеул, где они также исполнили «Black Mamba». Во время участия группы во Втором Всемирном форуме индустрии культуры (WCIF) группа исполнила сингл вместе с «Black Mamba» и «Forever» на сцене, сочетающей технологии дополненной и расширенной реальности. 12 августа группа исполнила сингл, а также «Black Mamba» на фестивале Korea on Stage — Namwon Gwanghallu, организованном Администрацией культурного наследия и Корейским фондом и Корейской системой вещания (KBS). 25 сентября сингл вместе с «Black Mamba» были исполнены на K-pop концерте INK Incheon 2021 года. В рамках сотрудничества группы с League of Legends: Wild Rift они исполнили эту песню на первом этапе гранд-финала Wild Rift SEA Championship, представленного ESL 3 октября. Группа исполнила песню на Всемирном фестивале K-pop в Чханвоне в 2021 году, выступление проходило на открытых сценах Чханвона и достопримечательностей Южной Кореи. Для выступления в рамках празднования Дня ООН в Нью-Йорке в 2021 году группа исполнила оркестровую версию «Black Mamba». 14 ноября группа исполнила песню вместе с «Black Mamba» и «Savage» на Всемирном K-pop концерте 2021 года, организованном Министерством культуры, спорта и туризма и Корейским фондом международного культурного обмена в Корейском Международном выставочном центре (KINTEX).

## Ремикс
10 сентября 2021 года было объявлено, что ремиксы «Next Level» будут выпущены в виде сингла под названием  iScreaM Vol.10 : Next Level Remixes. В нем были представлены три версии ремиксов на песню от французского диджея Habstrakt, продюсера ScreaM Records IMLAY и продюсера Lionclad. 13 сентября на официальном канале SM Town был загружен 33-секундный тизер музыкального видео на песню «Next Level (Habstrakt Remix)». Сингл был выпущен 14 сентября вместе с музыкальным видео и ремикс видео для «Next Level (IMLAY Remix)». Концертное видео на песню «Next Level (Lionclad Remix)» было выпущено на официальном канале ScreaM Record на YouTube 20 сентября. «Next Level (Habstrakt Remix)» дебютировала под номером 183 в южнокорейском цифровом чарте Gaon.

## Список треков
- Цифровая дистрибуция/ стриминг — Оригинальная версия[57]

1. «Next Level» — 3:41

- Цифровая дистрибуция/ стриминг — Remixes[58]

1. «Next Level» (Habstrakt Remix) — 3:20
2. «Next Level» (IMLAY Remix) — 3:45
3. «Next Level» (Lionclad Remix) — 3:45

## Награды и номинации
| Церемония                    | Год  | Номинация                                        | Результат | Ссылка |
| ---------------------------- | ---- | ------------------------------------------------ | --------- | ------ |
| 11-я Gaon Chart Music Awards | 2022 | Артист года (Цифра) — Май                        | Номинация | [ 59 ] |
| 36-я Golden Disk Awards      | 2022 | Цифровая песня Бонсан                            | Победа    | [ 60 ] |
| Joox Thailand Music Awards   | 2022 | Песня года                                       | Номинация | [ 61 ] |
| Korean Music Awards          | 2022 | Лучшая K-pop песня                               | Победа    | [ 62 ] |
| Korean Music Awards          | 2022 | Песня года                                       | Победа    | [ 62 ] |
| Melon Music Awards           | 2021 | Песня года                                       | Номинация | [ 63 ] |
| Mnet Asian Music Awards      | 2021 | Лучшее танцевальное выступление — Женская группа | Победа    | [ 64 ] |
| Mnet Asian Music Awards      | 2021 | TikTok Песня года                                | Номинация | [ 65 ] |
| Prêmio Anual K4US            | 2021 | Хореография года                                 | Номинация | [ 66 ] |
| Prêmio Anual K4US            | 2021 | Песня Года                                       | Номинация | [ 66 ] |

## Сертификация
| Регион                                                           | Сертификация | Продажи     |
| Стриминг                                                         | Стриминг     | Стриминг    |
| ---------------------------------------------------------------- | ------------ | ----------- |
| Республика Корея (KMCA)                                          | Платиновый   | 100 000 000 |
| Данные только о прослушиваниях приведены на основе сертификации. |              |             |

## Чарты

### Еженедельный чарт
| Чарт (2021—2022)                       | Позиция |
| -------------------------------------- | ------- |
| Global 200 (Billboard)                 | 65      |
| Япония (Japan Hot 100)                 | 77      |
| Сингапур (RIAS)                        | 23      |
| Республика Корея (Gaon)                | 2       |
| Республика Корея (Korea K-Pop Hot 100) | 2       |
| Республика Корея (Billboard)           | 11      |
| США (Billboard)                        | 3       |

### Ежемесячный чарт
| Чарт (2021)                      | Позиция |
| -------------------------------- | ------- |
| Республика Корея (Gaon)          | 2       |
| Республика Корея (K-pop Hot 100) | 2       |

### Итоговый чарт
| Чарт (2021)             | Позиция |
| ----------------------- | ------- |
| Республика Корея (Gaon) | 5       |

## История релиза
| Регион | Дата                  | Формат                        | Версия   | Лейбл             | Ссылка |
| ------ | --------------------- | ----------------------------- | -------- | ----------------- | ------ |
| Мир    | 17 мая 2021 года      | Цифровая дистрибуция стриминг | Оригинал | SM Dreamus        | [ 76 ] |
| Мир    | 14 сентября 2021 года | Цифровая дистрибуция стриминг | Ремикс   | SM Dreamus ScreaM | [ 77 ] |